# رالف ویت
 رالف ویت (انگلیسی: Ralph Waite؛ ۲۲ ژوئن ۱۹۲۸ – ۱۳ فوریهٔ ۲۰۱۴) یک هنرپیشه اهل ایالات متحده آمریکا بود. او بین سال‌های ۱۹۵۴ تا ۲۰۱۴ میلادی فعالیت می‌کرد.
از فیلم‌ها یا برنامه‌های تلویزیونی که وی در آن نقش داشته است می‌توان به لوک خوش دست، محافظ شخصی، پنج بخش آسان، به سوی خانه ۲ و خانواده والتون اشاره کرد.